# Frente Patriótico (Austria)
El Frente Patriótico (en alemán: Vaterländische Front, VF) fue un partido político austríaco de ideología fascista, siendo la única formación política permitida durante el período del Austrofascismo. El Frente Patriótico proclamaba ser un movimiento apolítico y aspiraba a alcanzar la unidad de todos los austríacos, superando las divisiones políticas y sociales. Creado en 1933 por el entonces canciller socialcristiano Engelbert Dollfuss, nació como un partido único que seguía las líneas maestras trazadas por el fascismo italiano, abogando por el nacionalismo austríaco y la independencia de la Alemania nazi en la idea de proteger la identidad católica de Austria de lo que Dollfuss consideraba un Estado alemán dominado por los protestantes.
El Frente Patriótico llegó a contar con una pequeña red de apoyo pero nunca logró convertirse en un movimiento de masas en Austria, a diferencia de lo que ocurrió con el nacionalsocialismo en Alemania.

## Historia
Fundado en 1933 por el canciller Engelbert Dollfuss para reunir en él a «los austriacos leales» bajo una misma bandera. Tras la prohibición de todos los demás partidos políticos, el VF ocupó una posición de monopolio en la política austriaca. La base sociológica del Frente Patriótico estuvo formada a partir del Partido Socialcristiano, el Landbund y el Heimwehr.

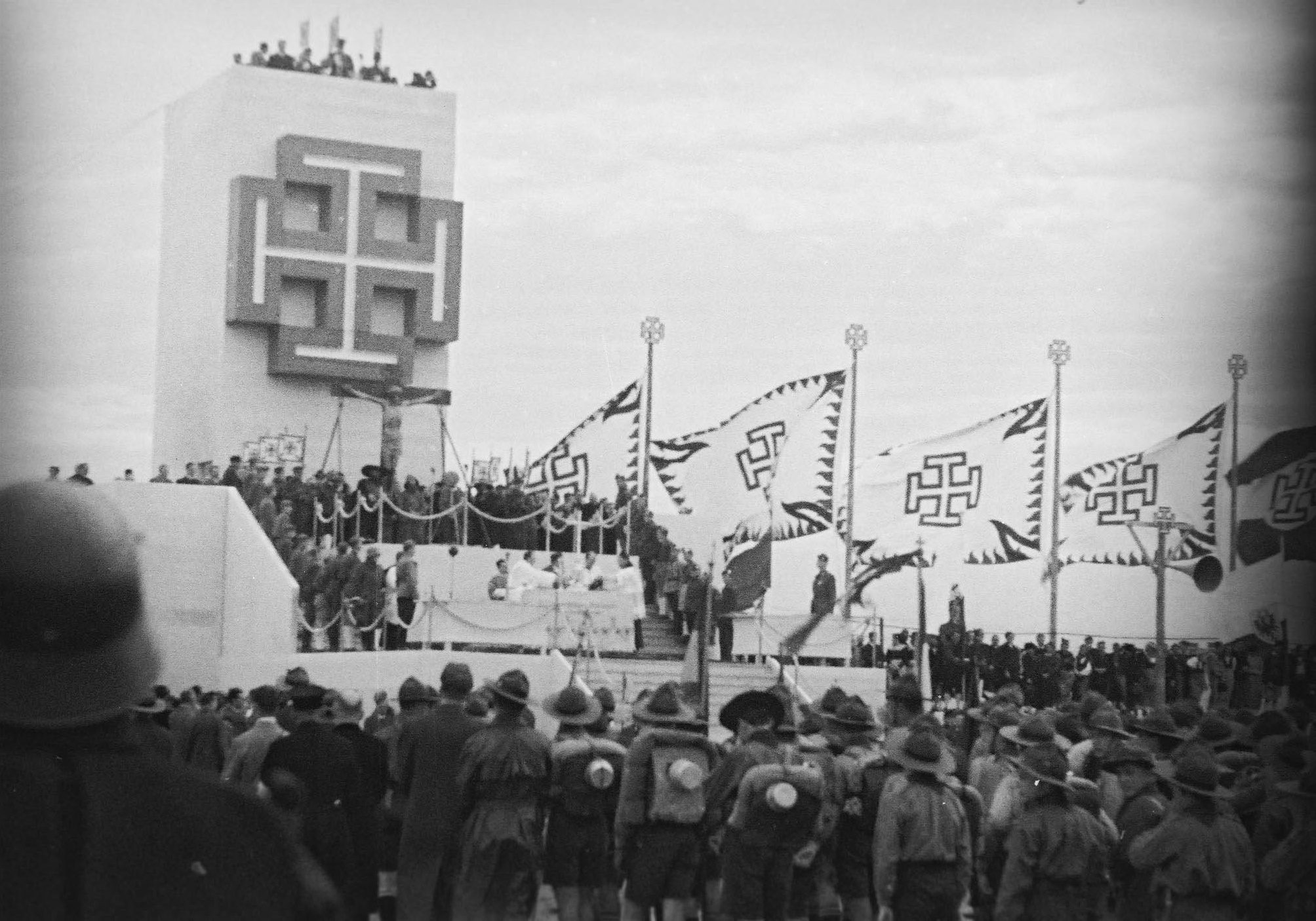
Concentración del Frente Patriótico en 1936.

A pesar de los esfuerzos de Dollfuss y de su sucesor en la cancillería, Kurt Schuschnigg, el VF nunca se convirtió en un movimiento de masas como sí ocurría con el nacionalsocialismo en Alemania. A finales de 1937 contaba con tres millones de afiliados (de los seis millones y medio millones de habitantes de Austria), pero solo unos pocos leales eran realmente militantes fiables y la organización no logró obtener el apoyo de sus adversarios políticos (los círculos del Partido Socialdemócrata de Austria y el partido nazi austriaco). 
El partido fue prohibido después del Anschluss (anexión de Austria por Alemania) en marzo de 1938.

## Organización y simbología
El Frente Patriótico estableció una organización cultural y recreativa llamada «Nueva Vida» (en alemán: Neues Leben), muy parecida a la organización Kraft durch Freude (KdF) que operaba en la Alemania nazi.
El símbolo de la VF fue la Cruz potenzada (Kruckenkreuz), y su saludo oficial era Front heil!.